# RS Aero
RS Aero – jednoosobowa żaglówka zaprojektowana przez Jo Richards, Guya Whitehouse i RS Sailing w 2014 roku jako monotyp.

## Produkcja
Konstrukcja jest sprzedawana i dystrybuowana przez RS Sailing z Romsey w Wielkiej Brytanii.

## Konstrukcja
RS Aero to jednoosobowy monotyp zbudowany głównie z włókna szklanego. Jej wyporność to 30 kg.
Kadłub produkowany z wykorzystaniem maszyn CNC z pianki polimerowej wzmacnianej włóknem szklanym (GFRP) ze wzmocnieniami z polimeru wzmacnianego włóknem węglowym (CFRP). Drzewce są produkowane przez Italica w Chinach, a żagle przez North Sails.
Może być wyposażone w jeden z czterech rozmiarów takielunku.

## Warianty
RS Aero 5
Ten model został zaprojektowany dla dzieci i lekkich żeglarzy. Powierzchnia żagla wynosi 5,2 m2.
RS Aero 6
Ten model został zaprojektowany dla żeglarzy o lekkiej i średniej wadze. Powierzchnia żagla wynosi 6,3 m2.
RS Aero 7
Ten model został zaprojektowany dla żeglarzy o średniej wadze. Powierzchnia żagla wynosi 7,4 m2.
RS Aero 9
Ten model został zaprojektowany dla żeglarzy o dużej wadze. Powierzchnia żagla wynosi 8,9 m2.

## Historia

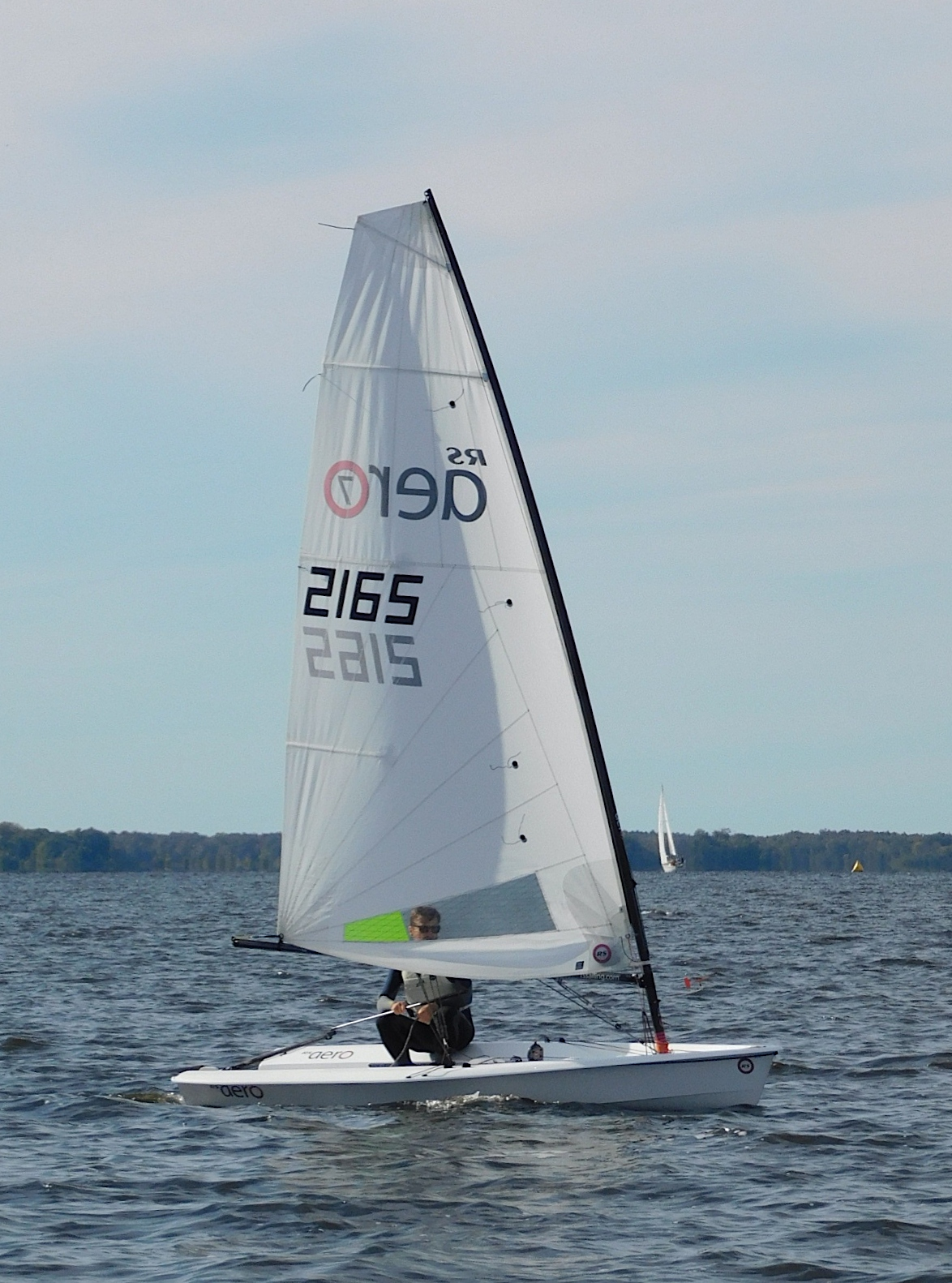
RS Aero 7

Po trzech latach rozwijania projektu prowadzonego przez Jo Richards, Guya Whitehouse i RS Sailing, firma zaprezentowała jacht w 2014 roku.
Konstrukcja zdobyła kilka nagród, w tym Coup de Coeurs 2014 Paris Boat Show, holenderską nagrodę HISWA 2015 Product of the Year Award i 2015 Estonian Sailing Federation Surprise Award.
Łódź została również uznana za najlepszą łódź roku wg Sailing World w 2015 roku. Magazyn określił ją jako „oszałamiającą solówkę, która jest więcej niż porównywalna do Lasera”. Została ona wyróżniona za jakość konstrukcji, lekki kadłub, wszechstronny takielunek z wieloma kombinacjami, szczegóły techniczne i cenę.
W recenzji z 2014 roku George Yioulos napisał: „Żeglowanie na Aero nie przypomina żadnej innej łodzi, którą wcześniej oceniałem. To designerska mieszanka lekkiej konstrukcji, precyzyjnego rzemiosła i sprytnego projektu, który pozwala na produkcję wysokiej jakości w wielu lokalizacjach. Chociaż nadal jest to jednoosobowy jacht z włókna szklanego, po dniu spędzonym na wodzie jest bardziej przedłużeniem samego żeglarza niż jakakolwiek inna łódź, którą pływałem”. Dalej zauważył: „Aero wykorzystuje unikalne połączenie nowoczesnej technologii, wszechstronnych osiągów i bardzo łatwej obsługi. Może to nie ironia, że są one podobne do cech, które napędzały rozwój Lasera około 40 lat temu”.